# Catechese van de Goede Herder

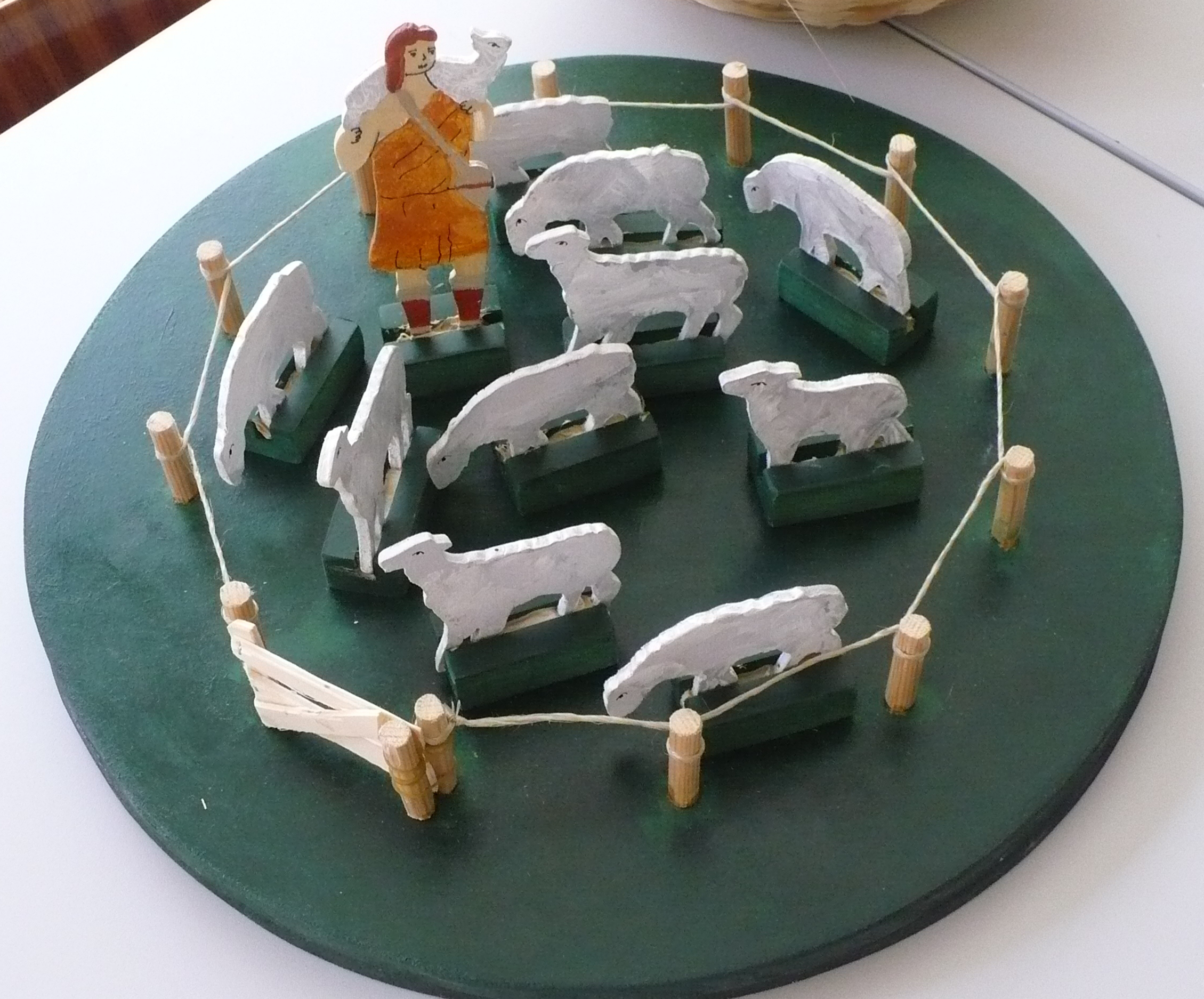
Houten materiaal om de parabel van de Goede Herder en zijn schapen te presenteren

De Catechese van de Goede Herder is een internationaal verbreide methode van christelijk onderwijs. Centraal in de methode staat Jezus Christus, de Goede Herder uit de Bijbelse parabel.

## Geschiedenis
De ontwikkeling van de catechese is begonnen in Rome in 1954 door Sofia Cavalletti en Gianna Gobbi. Vanaf de jaren zeventig werd de methode in de Verenigde Staten gebruikt. Vanaf 2011 worden de Missionarissen van Naastenliefde getraind in deze methode. Deze vorm van catechese is ontstaan binnen de rooms-katholieke Kerk, maar wordt ook met enkele aanpassingen binnen andere christelijke gemeenschappen gebruikt: de Anglicaanse Kerk, de Episcopaalse Kerk en de Lutherse Kerk.

## Geografische verspreiding
Momenteel wordt de methode in 38 landen toegepast: Australië, Oostenrijk, Argentinië, Bolivia, Brazilië, Canada, Chili, Colombia, Kroatië, Ecuador, Engeland, Frankrijk, Duitsland, Guatemala, Haïti, Honduras, Ierland, Italië, Japan, Kenia, Mexico, Nederland, Nieuw-Zeeland, Noorwegen, Pakistan, Panama, Peru, Polen, Puerto Rico, Bosnië, Slovenië, Zuid-Afrika, Tanzania, Oeganda, Uruguay, de Verenigde Staten en Venezuela.

## Nederland
In Nederland werd deze catechese voor het eerst in 2009 geïntroduceerd, bij de Sint-Catharinakathedraal in Utrecht. Dit gebeurde door contact dat vanuit de Verenigde Staten werd gelegd met kardinaal Eijk. Daarna startte men vanaf 2011 in Leiden bij de Sint-Josephkerk en vanaf 2013 in Rotterdam en 's-Hertogenbosch. Tevens wordt in dat jaar de eerste officiële training voor deze methode in Nederland gehouden. Vanaf 2016 wordt deze methode in Sittard gegeven door de Dominicanessen van St. Cecilia. Eén van hen is een gediplomeerde trainer voor de Catechese van de Goede Herder. In 2016 was zij de docent bij de eerste Nederlandstalige training die in Leiden werd gehouden.

## Inhoud
De methode bouwt voort op elementen van het montessorionderwijs en is bedoeld voor kinderen van 3 tot en met 12 jaar. De opzet gaat uit van het potentieel van het kind zelf. Het gebruikte materiaal bestaat onder andere uit houten beeldjes en scènes, geografische en historische verbeeldingen, maar ook water, wijn en natuurlijke bronnen als zaadjes. De methode is verdeeld in drie niveaus gebaseerd op leeftijd.